# Turicachi
Turicachi (del idioma ópata Tericatzi: "Lugar de piedra bola" ó también "Lugar bonito") es un ejido del municipio de Fronteras ubicado en el norte del estado mexicano de Sonora, en la región de la Sierra Madre Occidental en la zona del valle de Turicachi. El ejido es la tercera localidad más habitada del municipio ya que según los datos del Censo de Población y Vivienda realizado en 2020 por el Instituto Nacional de Estadística y Geografía (INEGI), tiene un total de 471 habitantes.
Fue fundado en el año de 1653 por el misionero Juan Martín Bernal como una misión bajo el nombre de Nuestra Señora de Guadalupe de Teuricachi, con el propósito de evangelizar a las tribus ópatas que habitaban ese lugar en los tiempos anteriores y durante la conquista.

## Geografía
Turicachi se sitúa en las coordenadas geográficas 30°39'46" de latitud norte y 109°35'38" de longitud oeste del meridiano de Greenwich, a una altura media de 1,271 metros sobre el nivel del mar.